# Avrămești (gmina Arieșeni)
Avrămești – wieś w Rumunii, w okręgu Alba, w gminie Arieșeni. W 2011 roku liczyła 41 mieszkańców.